# Parque Natural da Sr.ª do Salto
Parque Natural da Sr.ª do Salto é um parque natural regional em Portugal.
Classificado como "Sítio de Importância Comunitária" da rede de áreas protegidas da União Europeia (Natura 2000), o parque é situado na freguesia de Aguiar de Sousa, concelho de Paredes, a Senhora do Salto.
Para além do contacto privilegiado com a natureza no seu esplendor e com espécies raras, como a lontra, por exemplo, o parque permite a prática de atividades como caminhadas e passeios de bicicleta, para além de desportos radicais que vão do slide ao rapel, passando pelo rafting no rio Sousa, num percurso através de uma garganta rochosa vertical de dezenas de metros de altura.
Neste local, encontra-se a denominada "Boca do Inferno", de características geológicas particulares e imbuída num grande misticismo. Esta zona integra a Rede Natura 2000, que confere protecção aos habitats e espécies da flora e fauna, sendo possível a observação do falcão peregrino, a andorinha-das-rochas, entre outros.
O lugar do Salto está envolto numa lenda, segunda a qual um cavaleiro se livrou da morte ao invocar a proteção da Senhora após um salto inadvertido no abismo. Em sinal de agradecimento pelo milagre, o cavaleiro terá mandado construir a pequena capela da Nossa Senhora do Salto.

## Características
Situado na freguesia de Aguiar de Sousa, concelho de Paredes, a Senhora do Salto é um parque natural regional de grande beleza, classificado como Sítio de Importância Comunitária da rede de áreas protegidas da União Europeia (Natura 2000).
Para além do contacto privilegiado com a natureza no seu esplendor e com espécies raras, como a lontra, por exemplo, o parque permite a prática de atividades como caminhadas e passeios de bicicleta, para além de desportos radicais que vão do slide ao rapel, passando pelo rafting no rio Sousa, num percurso através de uma garganta rochosa vertical de dezenas de metros de altura.
Ainda no âmbito da requalificação, foi também construído um tecnológico centro de interpretação interativo e um anfiteatro equipado com sistema de luz e som para espetáculos ao ar livre. O Parque da Senhora do Salto fica a apenas 15 minutos da cidade do Porto, na saída de Aguiar de Sousa da CREP (Circular Regional Exterior do Porto), e é um dos segredos naturais mais bem guardados do distrito.
As rochas-magmáticas (granitos), sedimentares (conglomerados) e metamórficas (xistos e quartzitos)- contêm a história geológica da região que, antes da formação das várias serras que constituem o Pulmão Verde da Área Metropolitana do Porto, se encontrava submersa, como comprovam os fósseis das trilobites, animais marinhos que viveram entre os 542 e os 251 milhões de anos. A área foi posteriormente elevada, tendo sofrido dobras e deformações, o que originou o Anticlinal de Valongo, um dos geomonumentos mais importantes de Portugal.
Posteriormente, na época da ocupação romana, a exploração de ouro deixou na região um valioso património geomineiro, nomeadamente poços, galerias, cortas (desmontes a céu aberto), mós (para moagem de minério e escoras) e escombreiras. Na proximidade das linhas de água encontram refúgio inúmeras espécies de grande relevância conservacionista, como galerias de amieiro, freixo e salgueiro, a que se juntam o carvalho alvarinho, o pilriteiro, o sanguinho e o loureiro.
Na sua sombra e nas imponentes escarpas esculpidas pelo rio Sousa, criam-se ambientes húmidos que propiciam o surgimento de plantas insetívoras, de uma variedade incrível de fetos, bem como de um exuberante tapete de musgos. Nos vales íngremes, resistem pequenos bosquetes de carvalhos, espécie outrora dominante mas que acabou por dar lugar a plantações de eucalipto e de pinheiro bravo.
Nas áreas mais elevadas, há uma formidável cobertura vegetal de urzes, giestas, tojos e carqueja. Estes habitats suportam uma enorme diversidade de espécies animais, algumas das quais exclusivas da Península Ibérica, comoboga, bordalo, ruivaco, salamandra lusitânica, rã-de-focinho-pontiagudo, tritão-de-ventre-laranja, lagarto de água, etc.